# Paul von Antiochien
Paul von Antiochien (lateinische Namensform: Paulus von Antiochia; auch genannt: Paul von Sidon; arabisch Būluṣ al-Rāhib al-Anṭākī) (* vermutlich 12. Jahrhundert; † vermutlich 13. Jahrhundert) war ein melkitischer Bischof in Sidon.
Über die historische Person Pauls ist kaum etwas bekannt. Es wird vermutet, dass er zunächst Mönch im Kloster Sankt Simeon im damaligen Fürstentum Antiochia war, bevor er Bischof von Sidon wurde. Bekannt wurde er durch einen wahrscheinlich zu Beginn des 13. Jahrhunderts verfassten Brief in Arabisch, auch als „Brief an die Muslime“ bezeichnet, der für den christlichen Glauben warb und von dem ägyptischen Juristen Qarâfî zurückgewiesen wurde. Die Argumente dieses Briefs werden in einem „Brief aus Zypern“ etwa hundert Jahre später aufgenommen, der dann von Ibn Taymiyya diskutiert und abgelehnt wurde. Paul spricht in seinem Brief dafür aus, die Vernunft als einziges Mittel des christlich-islamischen Dialoges anzuerkennen.

## Schriften
- Paul Khoury: Paul d'Antioche. Traités théologiques. (Corpus Islamo-Christianum, Series Arabica, 1) 2. Auflage, Echter Verlag, Würzburg / Oros Verlag, Altenberge 1994.